# Mestre Otávio Travassos
Otávio Gonçalves do Rosário (Marapanim, 02 de janeiro de 1938), mais conhecido como Mestre Otávio Travassos, é um mestre de cultura popular paraense, tocador de maracas em grupos de carimbó.

## Biografia
Otávio Gonçalves do Rosário nasceu em 02 de janeiro de 1938, na Vila de Cruzador, no interior da cidade de Marapanim, no Pará, Brasil. É filho de Raimundo Travassos do Rosário (Mestre Travassos) e de Maria Gonçalves do Rosário. Participa de grupos culturais (como o boi Rei da Fazenda e o Boi Malhadinho) desde meados da década de 1960, quando tinha 12 anos, por influência do pai.
Raimundo, pai de Otávio, mudou-se da Vila de Maranhãozinho para a Vila do Cruzador quando tinha vinte anos de idade, com um bajo na sacola. Ao longo da vida, se destacou como mestre da cultura popular, atuando como artesão; cantador de ladainha; compositor de carimbó, cordão e boi-bumbá; folclorista e músico. Fundou o grupo de carimbó Os Canarinhos e auxiliou na criação de festas populares (como a Festa de São Benedito) realizadas até os dias atuais.
Como o pai, Otávio atua em diversas áreas culturais: é artesão, cantor, compositor e músico. Participou de diversas festas populares e festivais com grupos de carimbó como o Canarinhos da Vila de Cruzador, o Independentes de Marapanim, o Uirapuru de Marapanim e o Originais de Marapanim (que ajudou a fundar). Ele também ajudou a formar vários cordões, como o Cordão do Bandeirado, o Cordão do Garimpeiro e o Cordão do Xarel.
Seu sobrinho, Mestre Almir, ajudou a fundar o Grupo de Carimbó "Raízes do Mestre Travasso" (em 23 de novembro de 2017) e a Escolinha de Carimbó Mirim "Raízes do Mestre Travasso"; ambas em homenagem ao avô.

## Patrimônio cultural
O carimbó (também chamado curimbó, samba de roda do Marajó ou baião típico de Marajó) é uma manifestação cultural brasileira de origem afro-indígena, formado por gênero musical e dança, criado no século XVII no então Império das Amazonas/Conquista do Pará (atual estado do Pará) na então América Portuguesa/Brasil Colônia. Em setembro de 2014, o rítmo/gênero tornou-se patrimônio Cultural Imaterial do Brasil; o registro foi aprovado por unanimidade no conselho do Instituto do Patrimônio Histórico e Artístico Nacional (IPHAN).